# Гроле (Валь-д’Уаз)
Гроле (фр. Groslay) — муниципалитет во Франции, в регионе Иль-де-Франс, департамент Валь-д'Уаз. Население — 8075 человек (2007). Муниципалитет расположен на расстоянии около 15 км севернее Парижа, 22 км восточнее Сержи.

## Демография
Динамика населения (Cassini и INSEE):